# Карташян, Артур
Арту́р Карташя́н (арм. Արթուր Քարտաշյան; род. 8 января 1997, Ереван) — армянский футболист, защитник клуба «Ван». Ранее вызывался в сборную Армении.

## Карьера

### Клубная карьера
Артур Карташян начал заниматься футболом в девятилетнем возрасте в столичном «Пюнике». Поначалу в клубе в него не поверили, но после уверенной игры на левом фланге полузащиты в контрольном матче, в котором он забил два гола, футболист остался в клубе. Долгое время Карташян играл на левом краю обороны, после чего тренеры решили попробовать его в центре защиты, и именно на этой позиции Артур смог добиться ощутимого прогресса.
Отлично проведя первую часть сезона 2014/2015 в первой лиге Армении за «Пюник-2», к оставшейся части сезона Карташян готовился уже в составе основной команды и к 19 годам был основным игроком не только столичного клуба, но и сразу двух сборных Армении — юношеской и молодёжной.
В декабре 2016 года молодым армянским защитником интересовался один из грандов европейского футбола — португальский «Порту», однако его трансфер так и не состоялся.

### Карьера в сборной
Карташян привлекался к юношеским и молодёжной сборной Армении, с которыми участвовал в отборочных играх к чемпионатам Европы своих возрастов, однако в финальные раунды турниров не пробивался.
На тренировочный сбор основной национальной команды Армении Карташян впервые был приглашён в марте 2016 года.
В майке сборной Артур впервые вышел на поле в гостевом матче Лиги наций УЕФА 2018/19 против сборной Гибралтара, состоявшемся 16 ноября 2018 года. Отыграв все 90 минут дебютной для себя игры, центральный защитник смог отличиться забитым мячом.

## Статистика выступлений

### Клубная статистика
| Выступление      | Выступление      | Выступление      | Лига | Лига | Кубок | Кубок | Еврокубки | Еврокубки | Прочие | Прочие | Итого | Итого |
| Клуб             | Лига             | Сезон            | Игры | Голы | Игры  | Голы  | Игры      | Голы      | Игры   | Голы   | Игры  | Голы  |
| ---------------- | ---------------- | ---------------- | ---- | ---- | ----- | ----- | --------- | --------- | ------ | ------ | ----- | ----- |
| Пюник            | Премьер-лига     | 2014/15          | 3    | 0    | 0     | 0     | —         | —         | 0      | 0      | 3     | 0     |
| Пюник            | Премьер-лига     | 2015/16          | 12   | 1    | 1     | 0     | 0         | 0         | 1      | 1      | 14    | 2     |
| Пюник            | Премьер-лига     | 2016/17          | 28   | 4    | 5     | 0     | 2         | 0         | —      | —      | 35    | 4     |
| Пюник            | Премьер-лига     | 2017/18          | 26   | 0    | 1     | 0     | 2         | 0         | —      | —      | 29    | 0     |
| Пюник            | Премьер-лига     | 2018/19          | 9    | 0    | 1     | 0     | 0         | 0         | —      | —      | 10    | 0     |
| Пюник            | Премьер-лига     | 2019/20          | 0    | 0    | 0     | 0     | —         | —         | —      | —      | 0     | 0     |
| Пюник            | Итого            | Итого            | 78   | 5    | 8     | 0     | 4         | 0         | 1      | 1      | 91    | 6     |
| Всего за карьеру | Всего за карьеру | Всего за карьеру | 78   | 5    | 8     | 0     | 4         | 0         | 1      | 1      | 91    | 6     |

### Выступления за сборную
| Сборная          | Год              | Отборочные матчи ЧМ | Отборочные матчи ЧМ | Отборочные матчи ЧЕ | Отборочные матчи ЧЕ | Лига наций УЕФА | Лига наций УЕФА | Товарищеские матчи | Товарищеские матчи | Итого | Итого |
| Сборная          | Год              | Игры                | Голы                | Игры                | Голы                | Игры            | Голы            | Игры               | Голы               | Игры  | Голы  |
| ---------------- | ---------------- | ------------------- | ------------------- | ------------------- | ------------------- | --------------- | --------------- | ------------------ | ------------------ | ----- | ----- |
| Армения          | 2018             | -                   | -                   | -                   | -                   | 1               | 1               | -                  | -                  | 1     | 1     |
| Всего за карьеру | Всего за карьеру | -                   | -                   | -                   | -                   | 1               | 1               | -                  | -                  | 1     | 1     |

### Матчи и голы за сборную
| Матчи Варданяна за сборную Армении | Матчи Варданяна за сборную Армении | Матчи Варданяна за сборную Армении | Матчи Варданяна за сборную Армении | Матчи Варданяна за сборную Армении | Матчи Варданяна за сборную Армении | Матчи Варданяна за сборную Армении |
| №                                  | Дата                               | Оппонент                           | Счёт                               | Голы                               | Соревнование                       |                                    |
| ---------------------------------- | ---------------------------------- | ---------------------------------- | ---------------------------------- | ---------------------------------- | ---------------------------------- | ---------------------------------- |
| 1                                  | 16 ноября 2018                     | Гибралтар                          | 6:2                                | 1                                  | Лига наций УЕФА 2018/2019          |                                    |

Итого: 1 игра / 1 гол; 1 победа.

## Достижения

### Командные
- Чемпион Армении: 2014/15
- Серебряный призёр чемпионата Армении: 2018/19
- Обладатель Кубка Армении: 2014/15
- Финалист Кубка Армении: 2016/17
- Обладатель Суперкубка Армении: 2015

## Благотворительность
19 декабря 2018 года в манеже Ереванской футбольной академии состоялся инклюзивный благотворительный матч, в котором приняли участие дети с ограниченным возможностями и футболисты национальной сборной Армении, в том числе и Артур Карташян.